# Walter Horton
Big Walter Horton (Horn Lake, 1921. április 6. – Chicago, 1981. december 8.) amerikai szájharmonikás.

## Pályafutása
Amerikai blueszenész, a szájharmonika virtuóza, Muddy Waters együttesének tagjaként közismert. Jelentős szerepet játszott az elektromosan erősített szájharmonika fejlesztése megoldásában. Bár ugyanolyan fontos volt a blues számára, mint például Little Walter, mégsem vált annyira ismertté, mint más kortársai. Tény, hogy  félénk emberként soha nem érezte szükségét saját zenekarnak, szívesebben volt csak társ, megelégedve azzal, hogy játszhatott a felvételeken.
Horton kísérte John Lee Hookert az 1980-as The Blues Brothers című filmben.
Horton szívelégtelenségben halt meg 1981-ben Chicagóban, 60 évesen, egy szomszéd lakásában. Willie Dixon: „a legjobb szájharmonikás volt, akit valaha hallottam”.

## Lemezek
- 1964: The Soul of Blues
- 1969: Southern Comfort
- 1972: Offer You Can't Refuse
- 1972: With Hot Cottage
- 1973: Big Walter Horton with Carey
- 1973: NowLive at the El Mocambo
- 1976: Can't Keep Lovin'
- 1979: Fine Cuts
- 1980: Little Boy Blue
- 1984: The Deep Blues Harmonica
- 1984: Can't Keep Lovin' You Blind
- 1986: Walter Horton
- 1988: Mouth Harp Maestro
- 1990: Horton Blind
- 1996: Ann Arbor Blues & Jazz Festival
- 1996: They Call Me Big Walter
- 1997: An Offer you Can´t Refuse Walter Horton und Paul Butterfield
- 1998: Toronto '73 M.I.L. Multimedia
- 1999: Walter "Shakey" Horton Live
- 2001: Live at the Knickerbocker
- 2001: With Hot Cottage
- 2005: Memphis Recordings 1951
- 2008: Bocce Boogie: Live 1978